# Дурні та гордії ми люди…
«Дурні та гордії ми люди…» — вірш Тараса Шевченка, написаний ним 1849 року у Раїмі.

## Написання
Зберігся чорновий автограф вірша в альбомі Шевченка 1846—1850 років. Автограф не датований.
Вірш датується за місцем автографа в альбомі Шевченка між чорновими автографами поезій «Ми вкупочці колись росли…», "Готово! Парус розпустили… ", «За сонцем хмаронька пливе…», «Ми восени таки похожі…», уривками деяких інших творів, написаних тим же почерком і невдовзі переписаних з альбому до «Малій книжці» серед творів 1849 року, та за часом перебування Шевченка в Раїмі у січні — квітні 1849 року, орієнтовно: січень — квітень 1849-го, Раїм.
Твір не закінчений. Текст єдиного чорнового автографа в альбомі Шевченка 1846—1850 років уривається на початку фрази. Роботи над твором Шевченко не продовжив, до «Малої книжки» його не переписав.
Під час арешту поета 23 квітня 1850 року в Оренбурзі альбом з єдиним автографом вірша «Дурні та гордії ми люди» був у нього відібраний і пересланий до III відділу, в архіві якого перебував до 1907 року.

## Публікація
Вперше вірш надруковано за копією з автографа, що зберігався тоді в архіві Департаменту поліції, в журналі «Україна» 1907 року (№ 7/9, стор. 1 — 19; публікація Я. П. Забіли).
Вперше введено до збірки творів у впорядкованому В. М. Доманицьким у виданні: «Шевченко Т. Кобзарь» 1908 року (2-ге видання, СПб., стор. 485—486), за першодруком.

## Сюжет
У написаній частині цієї філософської медитації, обірваної на незакінченому реченні, поет дорікає людям за те, що вони — «орли» й «царі» «над собою» й «над землею і водою», лише поки «лихо не приснилось». Коли ж людину спіткає лихо, вона не витримує життєвих випробувань і деградує до стану морального звиродніння — негідника, «свині»: «Огонь небесний той погас, // І в тую костяну комору // Полізли свині ізнадвору». В другій половині вірша медитація переростає в нестримну інвективу проти людей, які капітулювали перед обставинами і втратили в собі людське: «І добре роблять, що кують // На руки добрії кайдани // Та чарки в руки не дають // Або ножа…». Бо такі здеградовані люди «Гарненько з лиха б напились, // А потім з жалю заридали // Та батька, матір прокляли…» (у викреслених рядках було: «А ви б з нудьги понапивались // Та перерізались би любо»). Шевченко, можливо, тому не закінчив вірша, що той суб'єктивний настрій, який дав поштовх до філософських роздумів поета про людську натуру (роздумів, що живилися життєвими спостереженнями, зокрема, над негідниками типу Порцьянка), виявився скороминучим. Його докори адресовані тут не певній соціально окресленій групі, а людській натурі взагалі, і «портрет» людини вийшов надто однобічним, а загальний тон вірша надто похмурим і безнадійним. Згодом думку про деградацію морально спустошеної людини Шевченко реалізував у графічній серії «Притча про блудного сина», в якій викривальне спрямування твору набрало соціально конкретного характеру.